# 영산 신씨 정려각
영산신씨정려각은 대한민국 충청남도 금산군 군북면 내부리 463-6에 있다. 2011년 8월 16일 금산군의 향토유적 제24호로 지정되었다.

## 개요
전기평 처 영산신씨(全基平 妻 靈山辛氏, 1857~1873)의 열행을 기리기 위해 1928년에 명정 받아 건립되었다. 영산신씨는 신흥환(辛興煥)의 딸로 전기평(全基平, 1857~1873)의 처이다. 신씨는 결혼한 지 얼마 되지 않은 17세에 남편이 사망하자 친정집으로 향하다 남편의 뒤를 따라 자결하였다. 이에 사림에서 포상하였고 이 해에 정려를 건립하였다. 정려는 정, 측면 1칸의 규모로 맞배지붕을 하고 있다.